# Uropsalis
Uropsalis là một chi chim trong họ Caprimulgidae.